# Esquerchin
Esquerchin é uma comuna francesa na região administrativa de Altos da França, no departamento do Norte. Estende-se por uma área de 5.34 km². Em 2010 a comuna tinha 918 habitantes (densidade: 171,9 hab./km²).